# Дарение (средневековое право)
Дарение (англ. feoffment, устоявшегося перевода нет) — понятие в средневековом английском праве, означавшее наделение сеньором вассала землёй (estate in land), а затем и передачу земли от одного вассала другому. При этом вся земля в королевстве формально считалась собственностью монарха.
При короле Эдуарде I в 1290 году статутом Quia Emptores был фактически введён запрет на субинфеодацию, но разрешалась продажа земли на условиях субституции, то есть таким образом, чтобы покупатель становился непосредственным держателем главного лорда феода, от которого раньше держал тот, кто продал землю. Это означало, что мелкие и средние держатели, выйдя из зависимости от крупных феодалов, становились непосредственными вассалами их верховного сеньора — короля.
В Средние века подобная передача земли практически никогда не закреплялась каким-либо письменным договором, но сопровождалась церемониальной передачей (англ. livery of seisin) от одаряющего одаряемому кусочка земли или ветки с его нового феода в присутствии свидетелей и какими-либо торжественными словами. Акт дарения распространялся не только на одаряемого, но и на всех его потомков и наследников. Обязательный письменный договор для совершения таких операций стал требоваться только с 1677 года. Если кто-либо пытался подарить кому-либо большее количество имущества, чем владел, то подвергался конфискации имеющегося у него имущества. Передача земли в виде feoffment была отменена в Великобритании только в 1845 году.
- Эта статья (раздел) содержит текст, взятый (переведённый) из одиннадцатого издания «Британской энциклопедии», перешедшего в общественное достояние.